# Glen Matlock

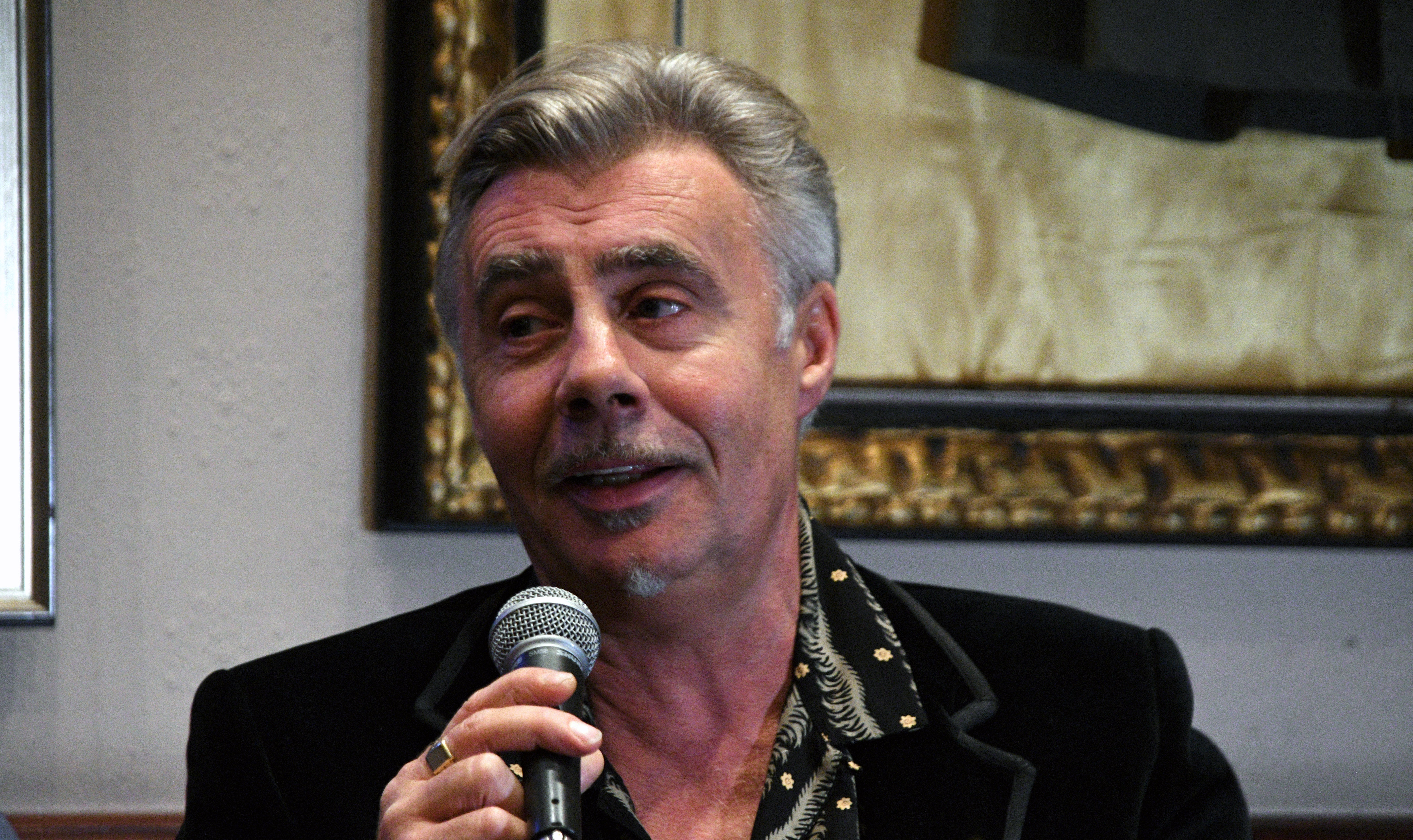
Glen Matlock (2017)

Glen Matlock (* 27. August 1956 in Greenford) ist ein britischer Bassist und Gründungsmitglied der Sex Pistols. Als Songwriter war er für zehn der zwölf Songs des 1977 erschienenen Albums Never Mind the Bollocks, Here’s the Sex Pistols verantwortlich.

## Leben

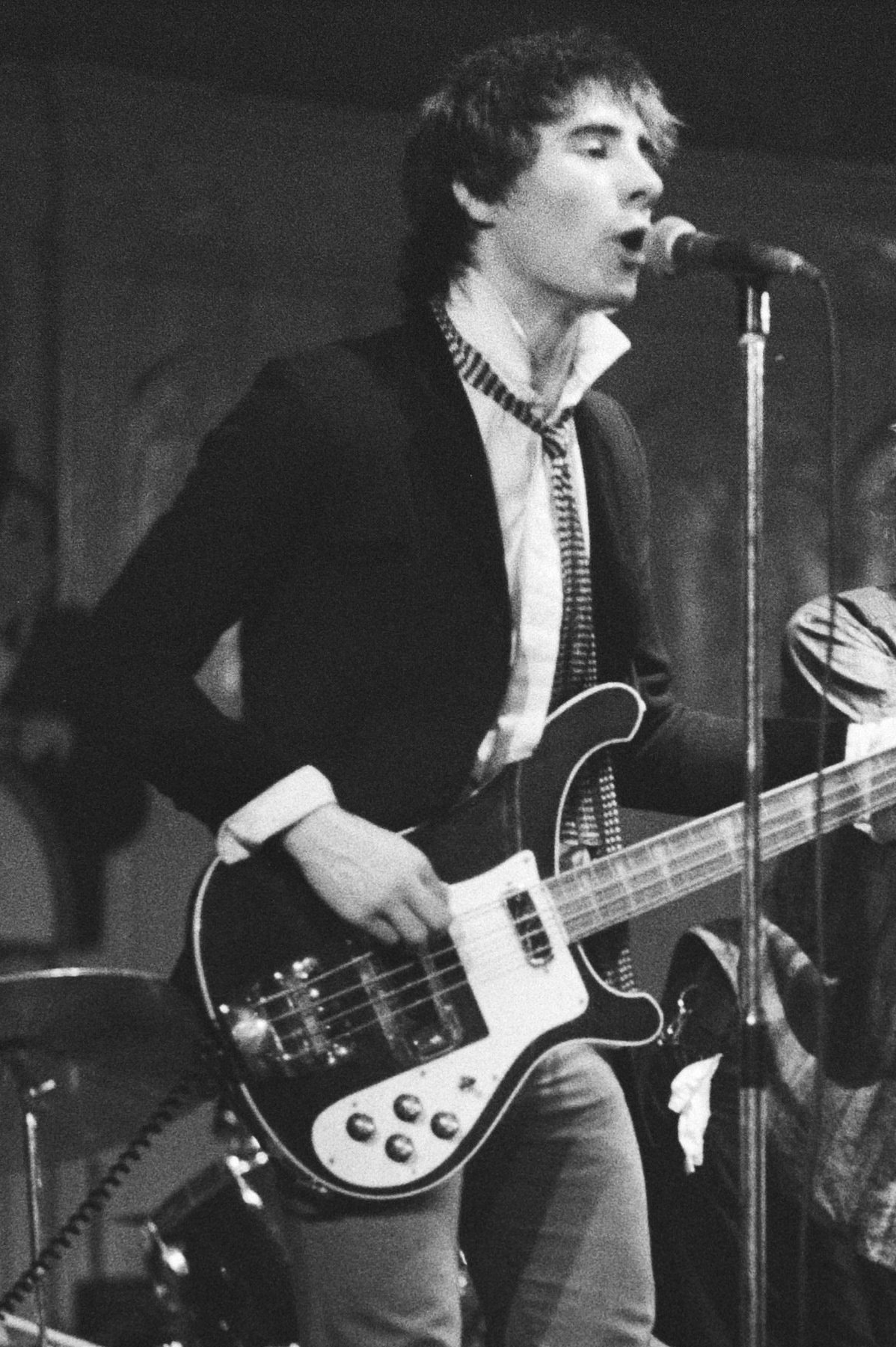
Glen Matlock 1977 bei einem Auftritt mit den Sex Pistols

Matlock war 1974 Gründungsmitglied der Sex Pistols, nachdem er die Schulfreunde Steve Jones und Paul Cook kennengelernt hatte, als er für Malcolm McLaren in dessen Boutique in London arbeitete. Bei Never Mind the Bollocks, Here’s the Sex Pistols war er nicht nur als Bassist präsent, sondern schrieb auch einen Großteil der Songs. Von Matlock stammt unter anderem die Musik der bekanntesten Hitsingles der Sex Pistols, Anarchy in the U.K., God Save the Queen und Pretty Vacant. Ende Februar 1977 verließ er jedoch nach ständigen Querelen mit dem Sänger John Lydon die Gruppe und wurde mit einer Einmalzahlung abgefunden, mit der er sämtliche Rechte an den von ihm komponierten Liedern abtrat. Der Manager der Gruppe, Malcolm McLaren, behauptete fälschlicherweise in einer Presseerklärung, es habe sich um einen Rauswurf gehandelt und der Grund sei gewesen, dass Matlock die Beatles mochte.
Noch im gleichen Jahr gründete Glen Matlock eine neue Band, die Rich Kids (1977–79). Bei diesem Projekt war der spätere Ultravox-Sänger Midge Ure Leadsänger, während Matlock nicht nur als Bassist, sondern auch als Backup-Sänger und Songschreiber in Erscheinung trat. Als einer der Gitarristen war außerdem Mick Jones dabei, ehemaliges Gründungsmitglied und Gitarrist von The Clash.
Die Musik wurde als Urpunk, gemischt mit Power Pop beschrieben, wobei die Rich Kids im Nachgang als wichtiges Bindeglied zwischen dem Punk der 70er und 80er Jahre betrachtet wurden.
In den 1980er Jahren wirkte Matlock an zahlreichen Projekte mit befreundeten Kollegen mit. Gastauftritte und Einspielungen, wie Soldier für Iggy Pop, aber auch Veröffentlichungen mit Johnny Thunders, Primal Scream, The Damned oder Frank Black bestimmen die nächsten Jahre.
1990 erschien Matlocks Autobiografie I Was A Teenage Sex Pistol, die Rezensionen zufolge das Lebensgefühl der Punkszene in den 70er Jahren in Großbritannien gut darstellte, und dabei Einblicke in Leben und Charakter der Bandmitglieder bot. Nachträglich wurde das Buch um ein Kapitel zu den gemeinsamen Tourneen nach der Reunion der Sex Pistols (1996 und 2002) erweitert.
1992 gründete Matlock die Band The Mavericks, die er 1995 in Glen Matlock & The Philistines umbenennen musste, weil es bereits seit 1989 die bekannte und populäre Country-Rock-Band The Mavericks gab. Mit The Philistines hat er bis 2013 vier Alben sowie mehrere Einzelveröffentlichungen herausgebracht.
Nach seiner Versöhnung mit John Lydon ging Matlock 1996 mit den Sex Pistols auf die Filthy Lucre Tour, eine halbjährige Welttournee. Seit 2002 trat er mehrfach erneut mit den Sex Pistols auf.
Als Bassist unterstützte Matlock außerdem, auf Anfrage von Ronnie Wood, von 2010 bis 2012 die Reunion-Tournee der Faces, wobei er den 1997 verstorbenen Ronnie Lane ersetzte.
Matlock hat sich öffentlich gegen den Brexit ausgesprochen.